# Ma cà rồng

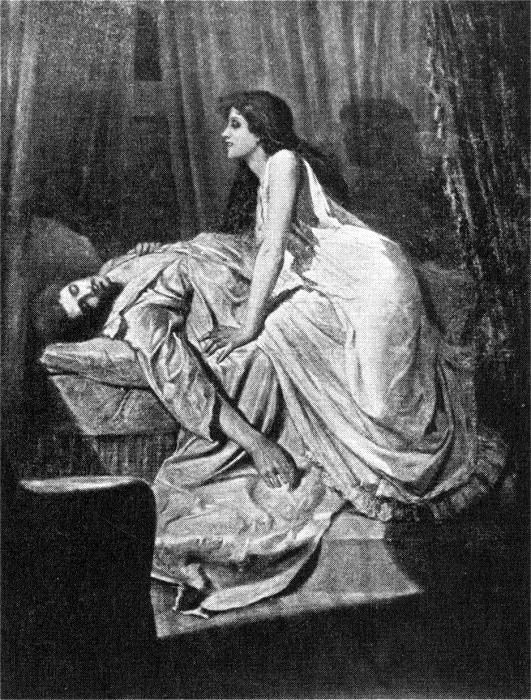
Ma cà rồng, tranh vẽ bởi Philip Burne-Jones, 1897

Ma cà rồng là cách gọi một sinh vật huyền huyễn được truyền tụng từ lâu trong ký ức dân gian, loài này được cho là tồn tại bằng cách uống máu từ các cá thể sống. Hình tượng phổ biến về ma cà rồng là những con ma cà rồng trong văn hóa châu Âu (Vampire) mà điển hình là bá tước Dracula trong tác phẩm văn học cùng tên.

## Từ nguyên
Ngay từ hậu kỳ trung đại, các sách Kiến văn tiểu lục của Lê Quý Đôn, Thoái thực ký văn của Trương Quốc Dụng và Hưng Hóa kỷ lược của Phạm Thận Duật đã chép về "một loài ma chuyên hút máu người xuất hiện ở vùng Hưng Hóa", thường được gọi là ma Cà Rồng (茄蠬鬼, Hán-Việt: Cà rồng quỷ), ma Cà Rằng (奇䗀鬼, "Kỳ lăng quỷ") hoặc ma Càn Sùng (乾崇鬼, "Can sùng quỷ"); những danh xưng này tuy khác nhau nhưng đều cố gắng ký âm krung / gunung trong các ngôn ngữ Tai-Kadai, hàm nghĩa "núi rừng". Tác giả Phạm Thận Duật còn nói, loài ma này "hễ là người Thái Đen thì hay có".
| “ | Trấn Hưng Hóa từ sách Tường Phù đến Hạ Lộ, có dân ma gọi là "ma cà rồng". Người dân này, lúc ban ngày động tác phục dịch, ra vào như thường [...] Đến đêm thì xỏ hai ngón chân cái vào lỗ mũi, bay đi làm ma, thường vào nhà đàn bà đẻ để hút máu [...] Đến trống canh năm, giống quái vật ấy bay trở về, ngâm chân vào thùng nước tô mộc, tháo chân ở mũi ra, trở lại làm người, nếu hỏi đến việc đã làm ban đêm thì không biết gì cả. | ” |
| — Lê Quý Đôn, Doãn Hậu, Lê (2007). Kiến văn tiểu lục. Nhà xuất bản Văn hóa thông tin - Viện Sử học. tr. 353. | |   |

## Đặc điểm
Mặc dù ma cà rồng được ghi nhận trong nhiều nền văn hóa khác nhau, nhưng cho đến khi một số tin đồn và hiện tượng khó giải thích về ma cà rồng xuất hiện vào châu Âu từ các khu vực mà truyền thuyết này vốn phổ biến, chẳng hạn như khu vực Balkan và Đông Âu, cho dù cứ mỗi địa phương đều có tên gọi khác nhau về nó chẳng hạn như vrykolakas tại Hy Lạp và strigoi tại România. Niềm tin đó đã tăng lên đến cuồng dại trong tâm trí đám đông và trong một số trường hợp xác chết đã thực sự đặt cược với những người bị cáo buộc là ma cà rồng.
Những người mê tín vào ma cà rồng là những người đam mê thực hành việc uống máu người hoặc động vật. Người ta cũng thường nói rằng ma cà rồng chủ yếu hay cắn vào cổ nạn nhân, hút máu từ động mạch. Trong văn học dân gian nói chung, luôn có niềm tin vào một đối tượng có được sức mạnh siêu nhiên nhờ vào việc uống máu người. Lịch sử của những người mê tín ma cà rồng nói chung xuất phát từ tục ăn thịt người. Uống máu (và/hoặc ăn thịt) người khác đã được sử dụng như một thủ đoạn tâm lý nhằm khủng bố tinh thần kẻ thù và phản ánh nhiều sự cuồng tín.
Trong nhiều thế kỷ đã có nhiều hiện tượng huyền bí và đáng sợ khiến người dân hoang mang, một dịch bệnh đã tràn lan và giết chết nhiều người. Người ta cho rằng là do tà thuật phù thủy gây ra, ma cà rồng đội mộ sống lại và lấy đi sự sống của người sống. Những cái xác chết kỳ lạ không phân huỷ hay thối rữa, móng tay, tóc, răng mọc dài ra như còn sống và có máu chảy ra từ mắt, mũi, miệng và đôi khi cả tai, nhìn như một người đang ngủ hay vừa mới chết cho dù đã bị chôn trong nhiều ngày nhiều tháng nhiều năm mà vẫn không có dấu hiệu phân hủy hay thối rữa mà vẫn hồng hào, đỏ tươi và bụng to như vừa mới ăn uống no nê được cho là đã biến thành ma cà rồng. Mắt trái mở và có vẻ cơ thể đã di chuyển.
| “ | Vào thời Lê, Lê Quý Đôn mô tả, ma Cà Rồng ban ngày cày cấy như người thường, ban đêm thì đút hai ngón chân vào lỗ mũi bay đi, thích vào nhà bà đẻ hút máu, nếu thấy ánh đèn có sự khác lạ, tức là loài ma này sắp tới. Đến thời Nguyễn, Trương Quốc Dụng viết: "Ma Cà Rồng không khác gì người, chỉ có trán đỏ, mắt nhiều lòng trắng là khác biệt, thích ở một mình, ban đêm lấy hai ngón chân cái đút vào mũi, tay xách tai bay đi, thích ăn máu mủ, mụn nhọt và bà đẻ. Đến đêm phải phòng thủ, thấy đèn chuyển thành màu xanh thì là điềm ma đến, bấy giờ phải gõ vào vách tường, thành giường để đuổi nó, bằng không thì bệnh sẽ nặng". Nhưng khác với ghi chép của họ Trương về việc ma Cà Rồng thích ở một mình, Phạm Thận Duật cho biết: "Ma này cũng là người, cũng có vợ con, thường bí mật lẻn vào chỗ người ta nằm, hút tinh huyết, người không biết phần nhiều bị chết". Ông Phạm còn cho biết: "Sách 'Hưng Hóa lục' của họ Trần (làm chức quan Hiệp trấn) nói: Ma này lỗ mũi rất to, ban đêm cho hai chân vào lỗ mũi, bay vào nhà người ta, biến ra hình chó, mèo, hút máu người. Nay xem thấy lỗ mũi nó cũng như người thường thôi". | ” |
| — Trần Quang Đức, Vân Trai tùng thoại, 2016. Ma cà rồng. {{Chú thích sách}}: \|first1= có tên số (trợ giúp) | |   |

## Lịch sử

### Cổ đại
Những truyền thuyết về xác chết thèm khát máu thời xưa gần như giống nhau ở mọi nơi trên toàn cầu. Ma cà rồng tựa linh hồn gọi là Lilu được đề cập tới trong khoa nghiên cứu ma quỷ Babylon, và kẻ khát máu Akhkharu trong huyền thoại Sume thậm chỉ còn sớm hơn cả. Người ta nói những con quỷ cái đó đi lang thang hàng giờ trong bóng tối, săn tìm và giết những đứa trẻ mới sinh cũng như phụ nữ có mang. Một trong những con quỷ đó, tên là Lilitu, đã được làm phỏng theo ở khoa nghiên cứu ma quỷ Do Thái tựa như Lilith. Lilitu/Lilith thỉnh thoảng còn gọi là mẹ của muôn loài ma cà rồng. Xem chi tiết ở Lilith.
Nữ thần Ai Cập Sekhmet trong một huyền thoại trở nên cuồng khát máu sau khi sát sinh một vài người và chỉ thỏa mãn sau khi uống rượu cồn màu máu. Trong tác phẩm Tây du ký của Ngô Thừa Ân, Bạch Cốt Tinh cũng hút máu người. Với bản lĩnh ấy, có thể xem cô như nữ hoàng ma cà rồng. Bạch Cốt Tinh sinh ra từ một bộ xương hấp thụ khí của càn khôn nhật nguyệt mà thành quái. Trong tác phẩm Odyssey của Homer, vong hồn mà Odyssey gặp trong chuyến đi qua địa ngục bị quyến rũ bởi máu tươi của cừu đực hiến tế, thực tế là Odyssey dùng lợi thế của mình để triệu tập vong hồn của Tiresias. Trong các huyền tích La Mã có nói đến strix, một con chim sống về ban đêm được nuôi bằng máu người tươi. Người Âu châu trung cổ lưu truyền những truyện rùng rợn về một giống ma hút máu có tên "Vampire". Nhiều truyện về ma cà rồng rất ghê rợn, như chuyện một người hung ác xứ Wales đã chết từ lâu, bỗng đêm đêm sống lại trở về gọi tên từng người quen và hút máu họ đến chết.

### Trung đại
Vào các thế kỷ XVII và XVIII, cơn sốt hoảng sợ ma cà rồng lan khắp Tây Âu. Người ta bảo họ nhìn thấy người chết sống lại đi khắp nơi tấn công người sống. Các chính quyền đã cho khai quật các phần mộ để thiêu hủy xác. Từ đó thế giới ma cà rồng gây kinh hãi khắp Tây Âu và đi vào thơ ca và hội họa. Sau đó các tác phẩm này gây cảm hứng cho nhà văn Ireland Bram Stoker viết nên tiểu thuyết nổi tiếng Dracula. Ma cà rồng được cho là những xác chết bị linh hồn ma quỷ chiếm hữu, phù thủy hoặc những người tự tử, hoặc do bị cắn bởi một con ma cà rồng khác. Năm 1746, Dom Augustin Calmet cho biết thấy được những cuộc mục kích những người chết từ lâu bỗng đội mồ trở về, cắn xé, hút máu người thân của chúng. Bọn ma quỷ ghê tởm này đi lại, nói chuyện như người thường, xác của chúng chôn dưới đất nhiều năm vẫn nguyên vẹn không bị thối rữa, đỏ tươi và máu chảy ra từ miệng. Tất cả những người bị chúng hút máu đều chết. Đến thế kỷ XIX, truyện viết về ma cà rồng càng nhiều và trở thành một đề tài văn học. Nổi tiếng nhất là cuốn Dracula của Bram Stoker.
Một đặc điểm nổi bật của ma cà rồng là rất thích máu, vào ban đêm thường xuất hiện dưới hình dạng của một con dơi hoặc một con sói hoặc là một đám mây màu đen bay đến cửa sổ gõ cửa và xin vào. Nếu nạn nhân trong cơn mơ không làm chủ được mình thì sẽ mở cửa và rồi cũng sẽ trở thành một ma cà rồng, đặc biệt những nạn nhân này luôn có mối liên quan mật thiết với ma cà rồng gốc, có nghĩa là có thể cảm nhận và xác định được ma cà rồng gốc ở đâu. Trong các cuốn sách, phim ảnh và tivi, ma cà rồng được thể hiện như là những sinh vật cực kỳ phức tạp. Theo truyền thuyết, mỗi ma cà rồng đều đã từng là một con người; sau khi bị con ma khác tấn công, chết đi rồi trỗi dậy từ nấm mồ để hóa thân thành con quỷ hút máu khủng khiếp. Từ khi thể xác được phục sinh - di hài sống của một người chết - ma cà rồng thường được xem như là bất tử. Chúng cũng có thể biến thành một người bình thường khỏe mạnh và khó mà bị phát hiện giữa những người sống. Ngoài ra sinh vật khủng khiếp này cũng có thể mang hình thù một con thú, thường là dơi hay chó sói hoặc thậm Chí sương mù, nhằm lặng lẽ tiếp cận nạn nhân. Chúng có thể chạy trên mặt nước.
Tuy vậy, ma cà rồng vẫn có một số nhược điểm. Chúng có thể bị tiêu diệt bởi cái cọc xuyên tim hay bởi lửa; chúng sẽ chết nếu bị chém đầu và bị phơi ra dưới ánh sáng mặt trời (đây một điểm yếu của ma cà rồng được tạo ra bởi Văn học). Chúng rất sợ hình thập tự thánh giá, nước thánh, củ tỏi và cỏ roi ngựa. Ma cà rồng không có ảnh phản chiếu trong gương và đôi khi không có một cái bóng, (ma cà rồng không có xương) và có sức mạnh siêu nhân. Hình ảnh ma cà rồng được sáng tạo theo nhiều cách tùy vào sức tưởng tượng của con người. Chúng không thể vào nhà người khác nếu không được mời hoặc vào nhà thờ (có thể là đất thánh).

### Hiện đại
Không có bằng chứng khoa học nào chứng tỏ ma cà rồng tồn tại, song tiến bộ y học đã chứng tỏ được hạnh kiểm quỷ dữ này. Một trong các bệnh lý ma cà rồng là chứng rối loạn chuyển hoá porphyrine (porphyria). Chứng bệnh cực hiếm này sinh ra do sự mất cân bằng trong sản sinh heme, một sắc tố giàu chất sắt trong máu. Người mắc chứng bệnh này rất sợ ánh sáng mặt trời, đau bụng nhiều và có thể bị mê sảng. Thời xưa người ta chữa trị bệnh này bằng cách cho bệnh nhân uống máu tươi để khắc phục tình trạng mất cân bằng trong cơ thể (mặc dù không có bằng chứng rõ ràng nào về điều này). 

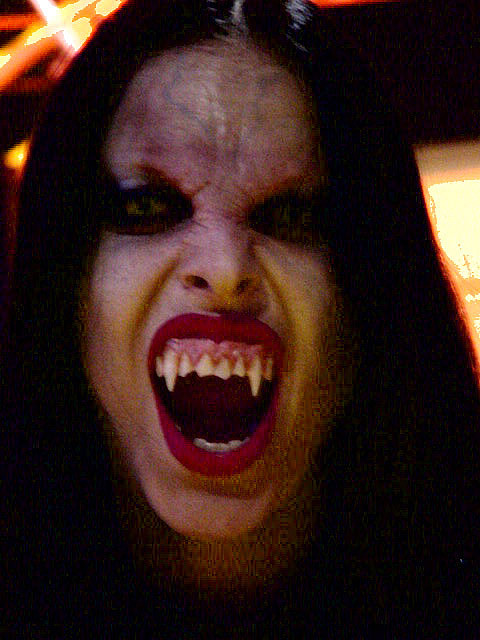
Ma cà rồng

Một số bệnh nhân loại này thường có miệng và răng màu đỏ do hoạt động sinh sắc tố heme không ổn định. Porphyria có tính di truyền nên xưa nay người ta thường tập trung những bệnh nhân này vào một số khu vực nhất định. Nguyên do thứ hai làm phát sinh "bệnh lý ma cà rồng" là chứng giữ nguyên thể (catalepsy), một sự kết hợp giữa chứng động kinh, tâm thần phân liệt và các bệnh khác tác động đến hệ thần kinh trung ương. Khi bệnh nhân lên cơn, toàn bộ cơ thể sẽ cứng đơ, nhịp tim và hơi thở suy yếu. Đôi khi người ngoài tưởng lầm bệnh nhân catalepsy đang lên cơn dữ dội là... một xác chết.
Ngày nay, y học đã có hiểu biết và đầy đủ phương tiện để kiểm tra xem một người nào đó còn sống hay đã chết thật sự. Tuy nhiên, ngày xưa con người chỉ dựa vào hiện tượng bên ngoài để phán đoán sinh mệnh một người, chính vì thế mà bệnh nhân catalepsy thường hay bị chôn lầm có thể "sống lại". Giai đoạn bộc phát bệnh catalepsy có thể kéo dài nhiều giờ hoặc nhiều ngày - đủ thời gian để tiến hành một đám ma. Sau khi tỉnh lại trong phần mộ, nếu bệnh nhân còn mắc thêm chứng rối loạn tâm thần thì anh ta dễ bị coi là... ma cà rồng. Trong khi các hiện tượng này gây sợ hãi cho con người, căn nguyên của toàn bộ truyền thuyết và hiểu biết về ma cà rồng lại nằm ở tâm lý hơn là thể xác.
Sự chết chóc là một trong các khía cạnh bí ẩn nhất của cuộc sống và mọi nền văn hóa cổ kim đều quan tâm đặc biệt đến hiện tượng. Một cách để luận giải về cái chết là nhân cách hóa nó - mang lại cho nó một dạng hữu hình, Thế nên, các con quỷ dữ Lamastu, Lilith và lũ ma cà rồng tương tự thời xa xưa là những cách giải thích đối với một điều bí ẩn kinh khủng, cái chết đột ngột của một trẻ nhỏ và bào thai trong tử cung. Con quỷ Strigoi và các thi thể phục hoạt khác chính là các tượng trưng cuối cùng của sự chết - chúng là di hài thật sự của những người đã chết.
Ma cà rồng cũng là hiện thân mặt tối của con người. Bằng cách vạch rõ cái ác thông qua các hình ảnh siêu nhiên, con người có thể luận giải tốt hơn về chính các xu hướng ác của mình. Sự biểu hiện quá nhiều con quỷ giống ma cà rồng trong xuyên suốt lịch sử, cũng như sự ám ảnh không dứt của chúng ta đối với lũ hút máu này, chứng tỏ rằng đó là một phản ứng tổng thể đối với thân phận con người. Nó đơn giản là bản tính con người nhằm loại trừ những sợ hãi... Họ lý giải rằng, trong những năm đầu thế kỷ XVIII, người dân Đông Nam châu Âu luôn tin vào sự tồn tại của những người bị cho là "ma cà rồng". Khi gặp những dịch bệnh khó hiểu hay hiện tượng kì lạ, bất cứ ai cũng sẽ đổ lỗi cho ma quỷ.
Tuy vậy, các nhà khoa học cũng đưa ra một lý giải khoa học về việc xác chết vẫn còn nguyên vẹn và hồng hào như sau: "Khi một xác chết phân hủy, nước trong các mô dần thay đổi. Lúc này, lớp bên ngoài của da tróc dần ra và các lớp bên trong bắt đầu hóa lỏng". Các lớp bên trong thường sẽ có một vẻ ngoài hồng hào hơn và có thể xuất hiện hiện tượng lên da mới. Trong lúc phân hủy, khí tích tụ trong một xác chết, gây ra nhiều điều lạ lùng. Áp lực từ các chất khí có thể gây ra hiện tượng máu chảy ra từ miệng, mắt, nhìn rất ghê rợn. Khi có dụng cụ đâm vào tử thi chứa nhiều khí phân hủy rất dễ phát ra những âm thanh ghê người. Nhưng tất cả các thi thể đều bị thiêu thành tro.
Theo truyền thuyết, khắc tinh truyền kiếp của ma cà rồng chính là Người sói, hay nói cách khác thì đây là sinh vật huyền bí duy nhất có thể tiêu diệt ma cà rồng bởi độc tố từ phát cắn chí mạng của người sói khiến ma cà rồng không thể hồi phục vết thương được. Nhưng cuộc chiến giữa người sói và ma cà rồng thật ra được tạo từ văn học, và vào thời Trung Cổ, người ta cho rằng nếu lúc sống bạn là một người sói và sau khi chết đi bạn sẽ biến thành ma cà rồng. Ngoài ra ma cà rồng rất sợ tỏi, cỏ roi ngựa và cây thánh giá. Chúng có thể ngăn chặn bằng cách đâm cọc xuyên qua tim để giữ chúng không ra khỏi quan tài, chém đầu và hỏa thiêu là cách để tiêu diệt ma cà rồng vào thời ấy hoặc nhét gạch đá vào miệng của chúng.

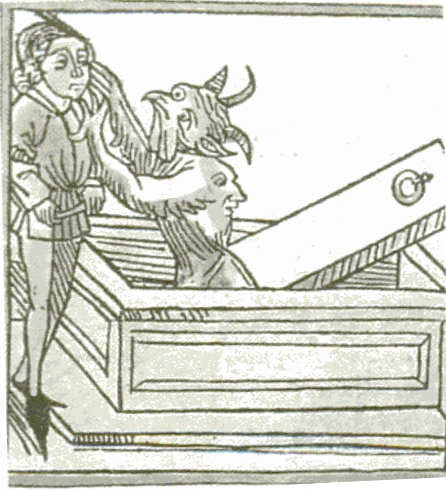
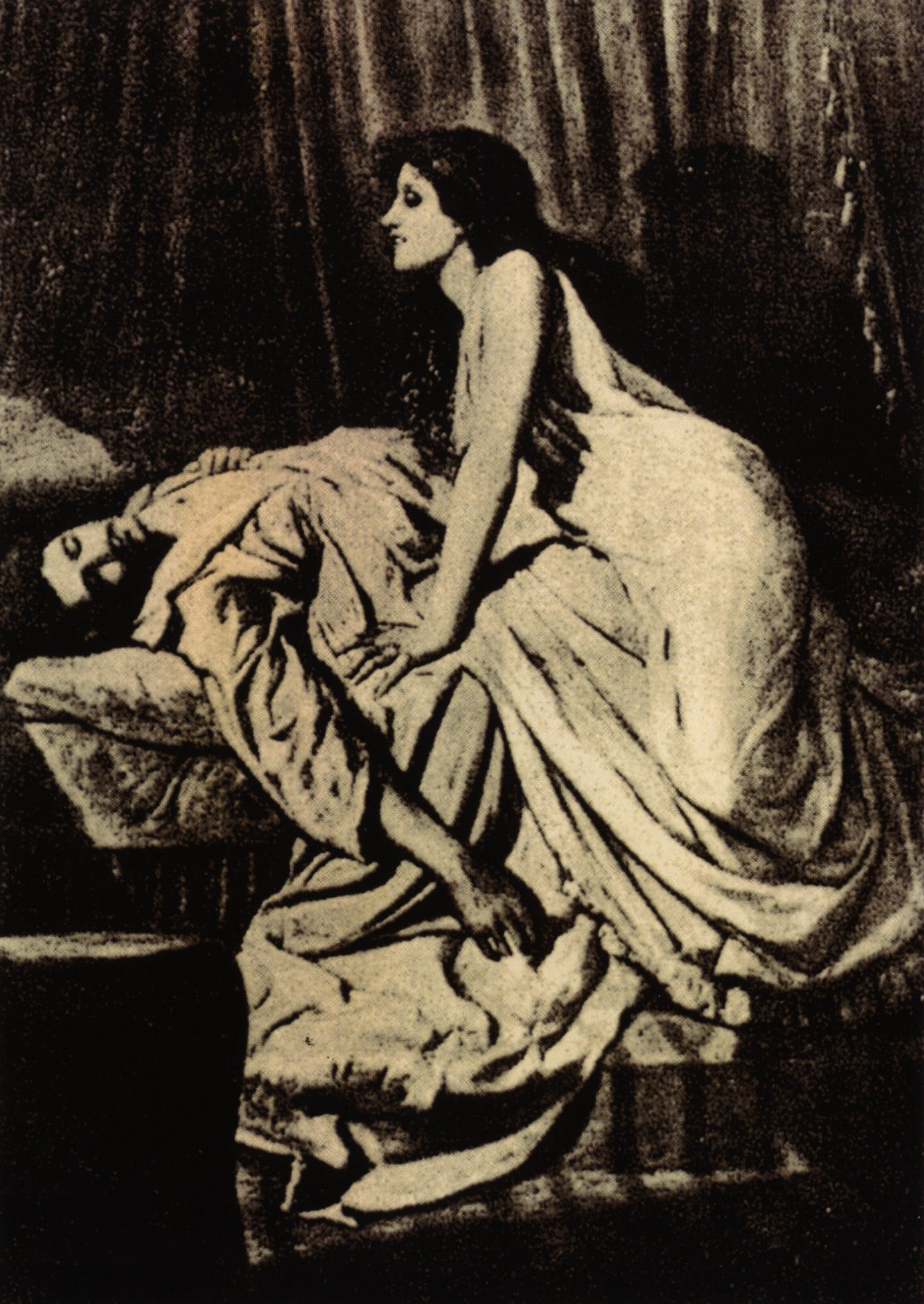
Philip Burne-Jones, The Vampire, 1897
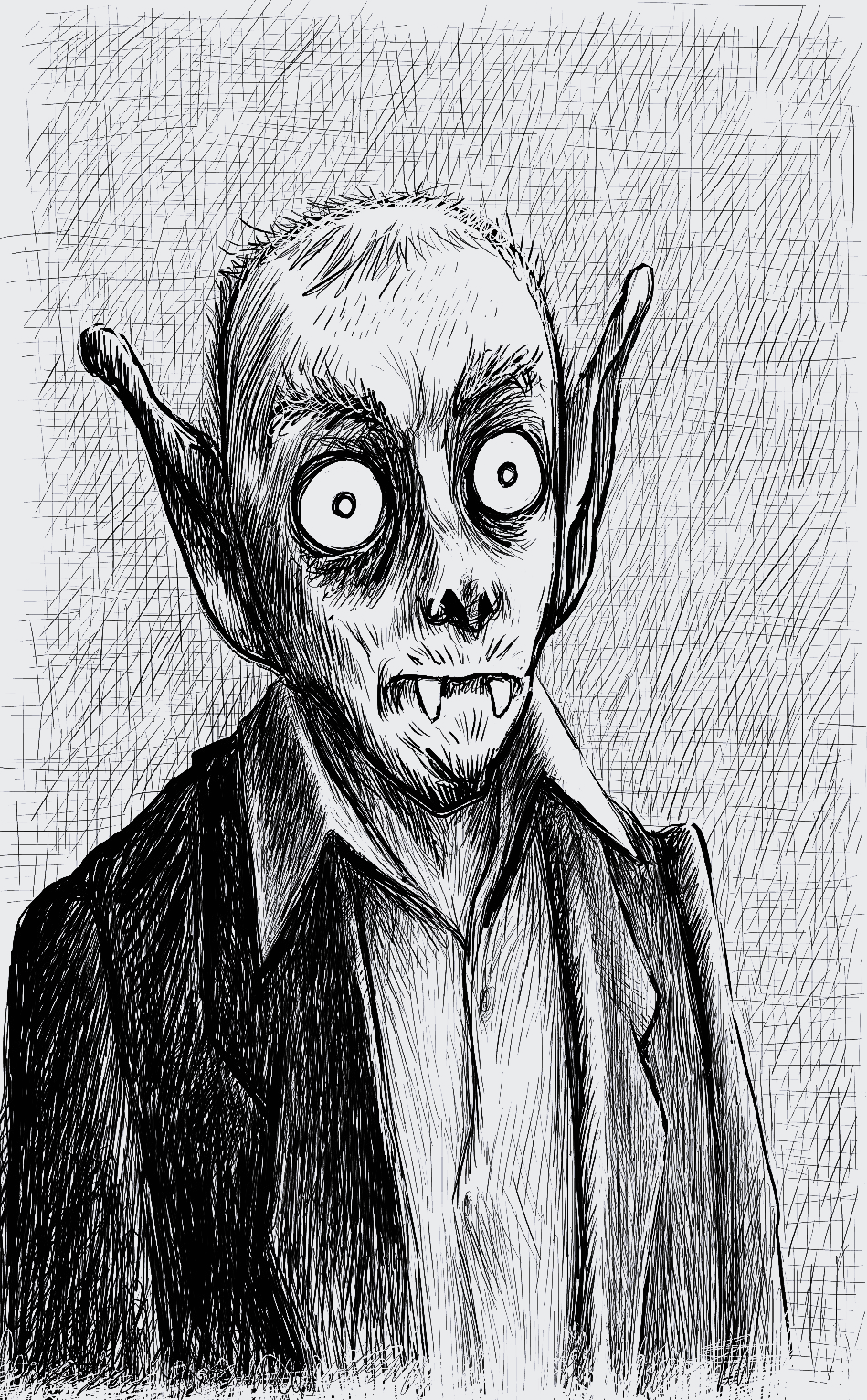
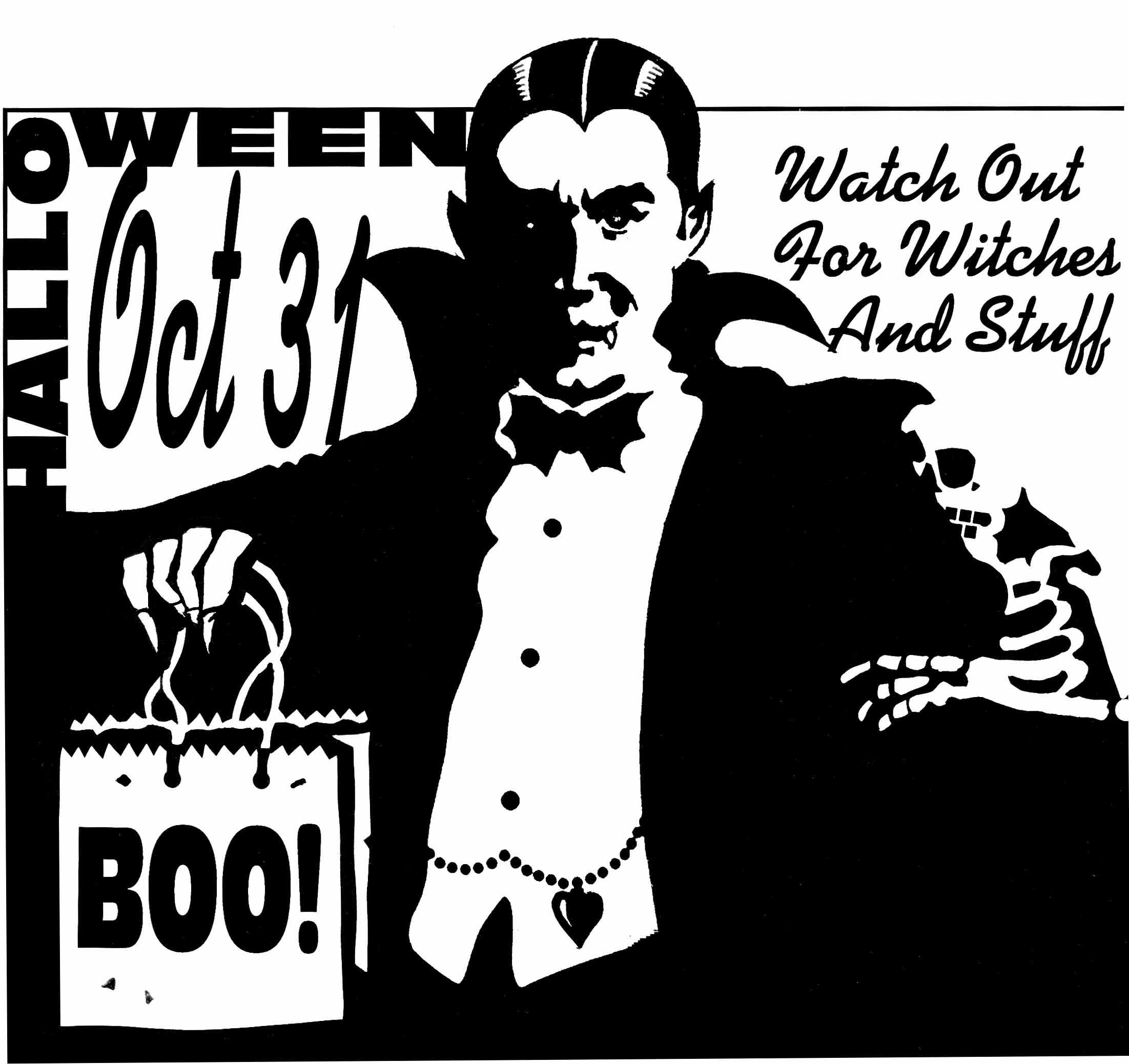
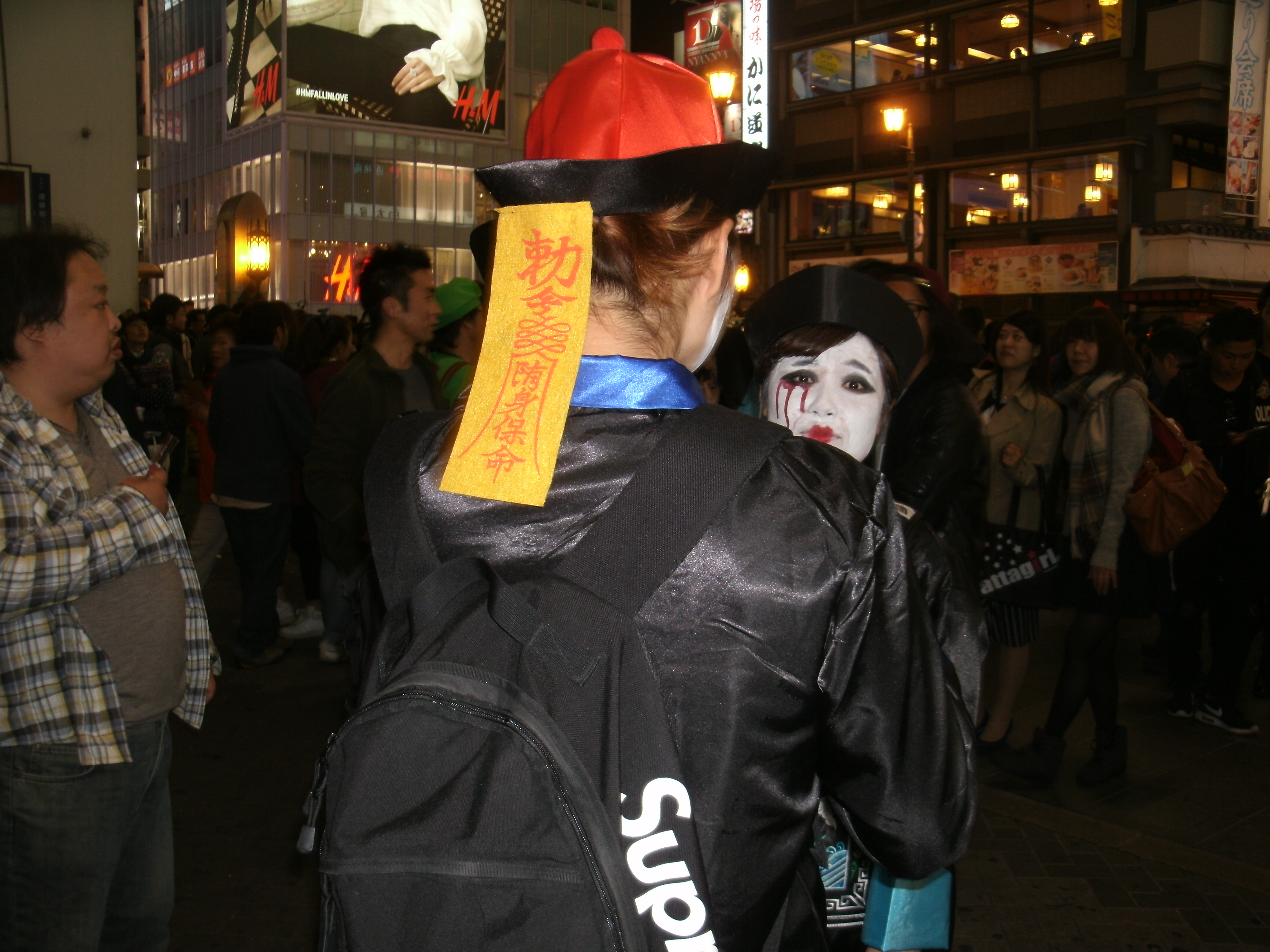

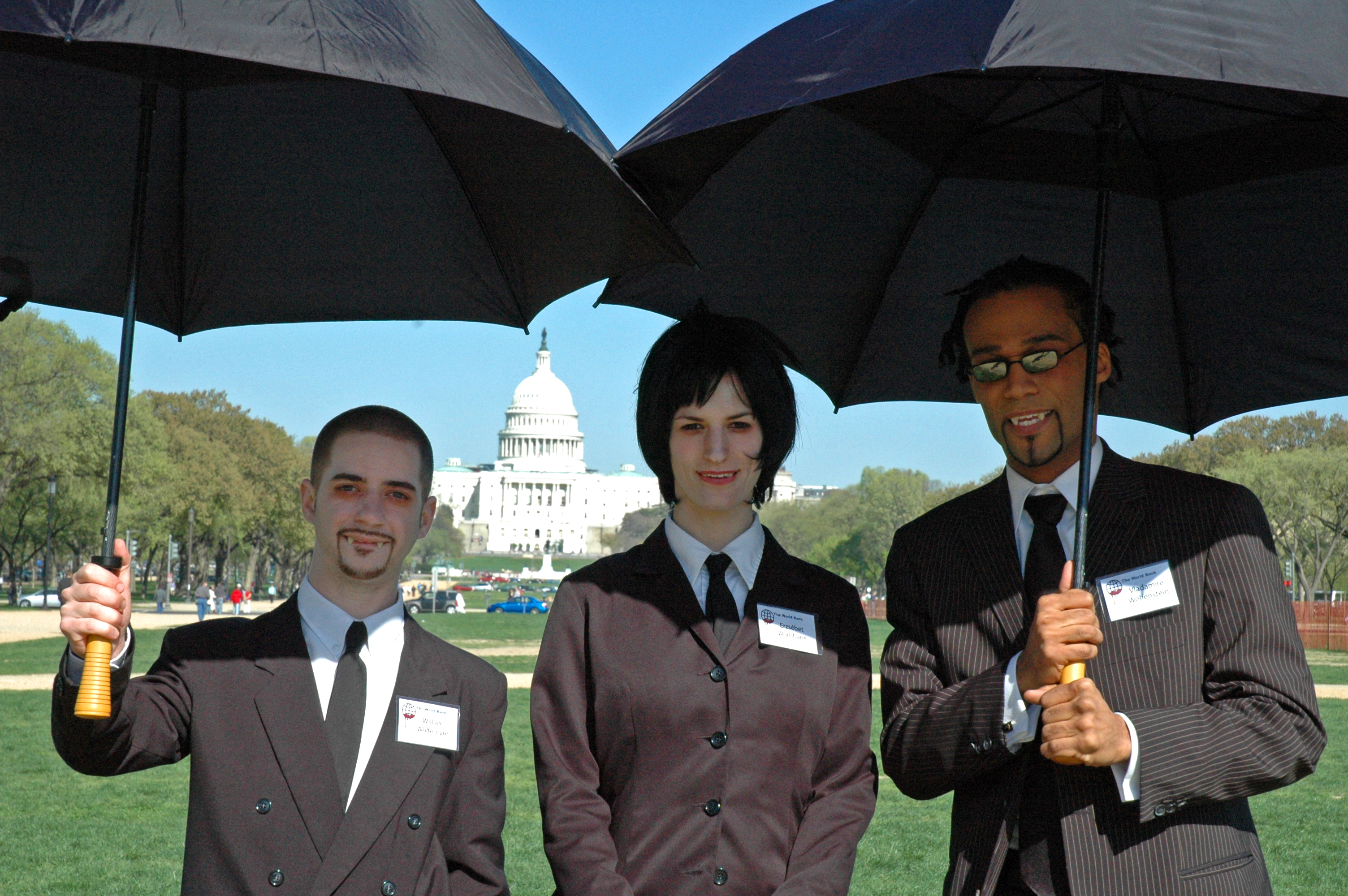
"Boston Direct Action Project"
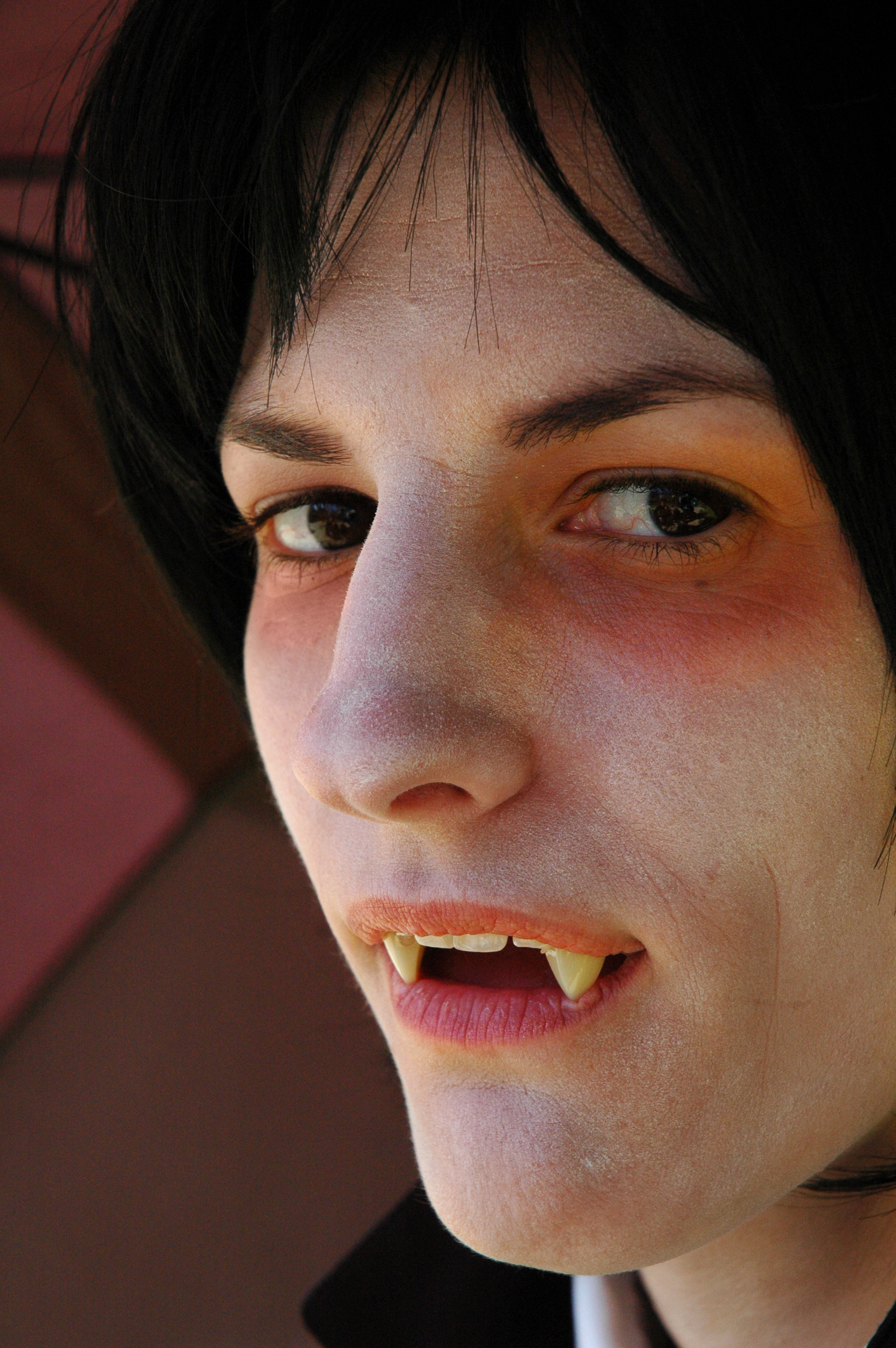
Member of the "Boston Direct Action Project" dressed as vampires
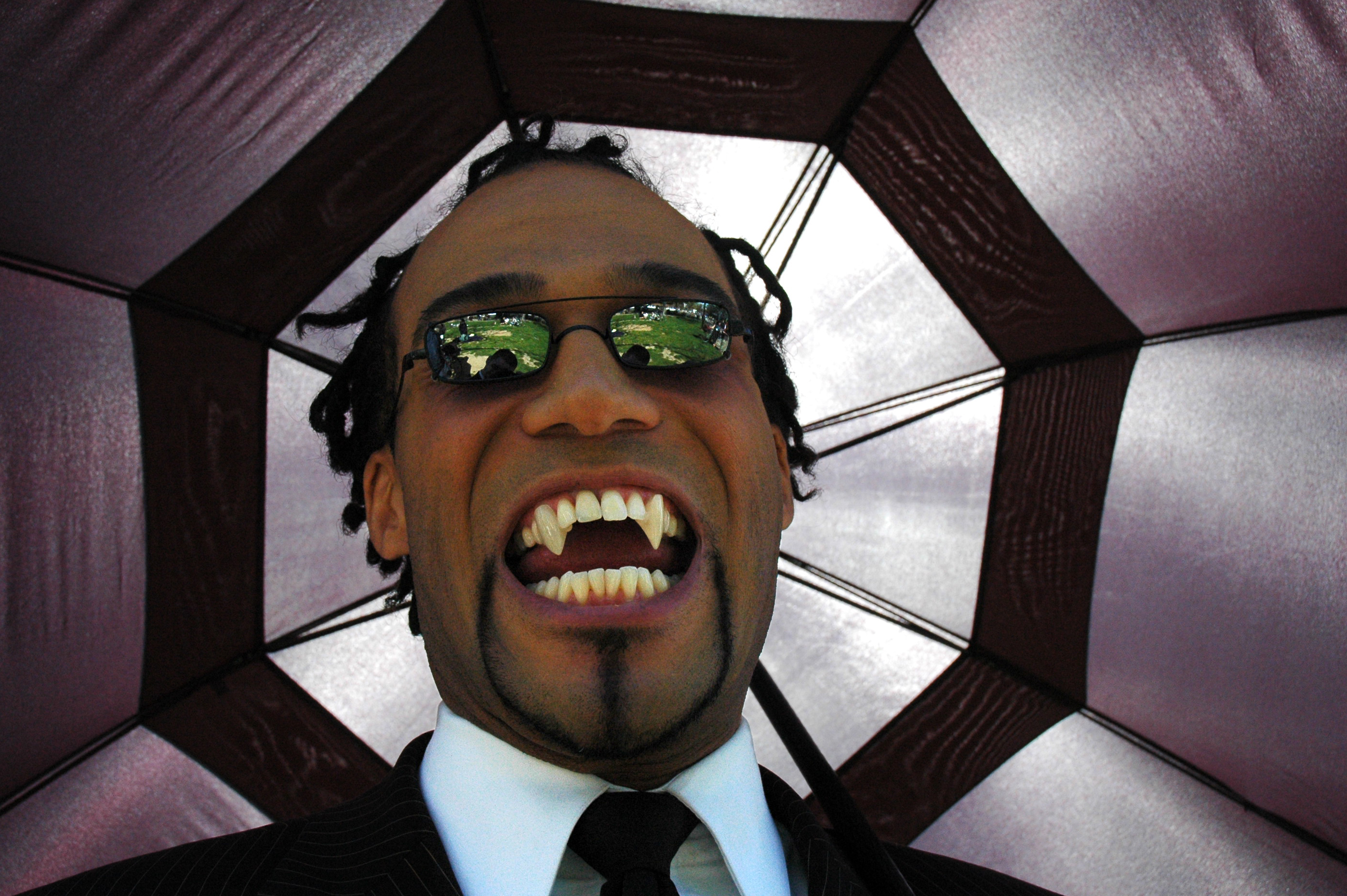
Member of the "Boston Direct Action Project" dressed as vampires
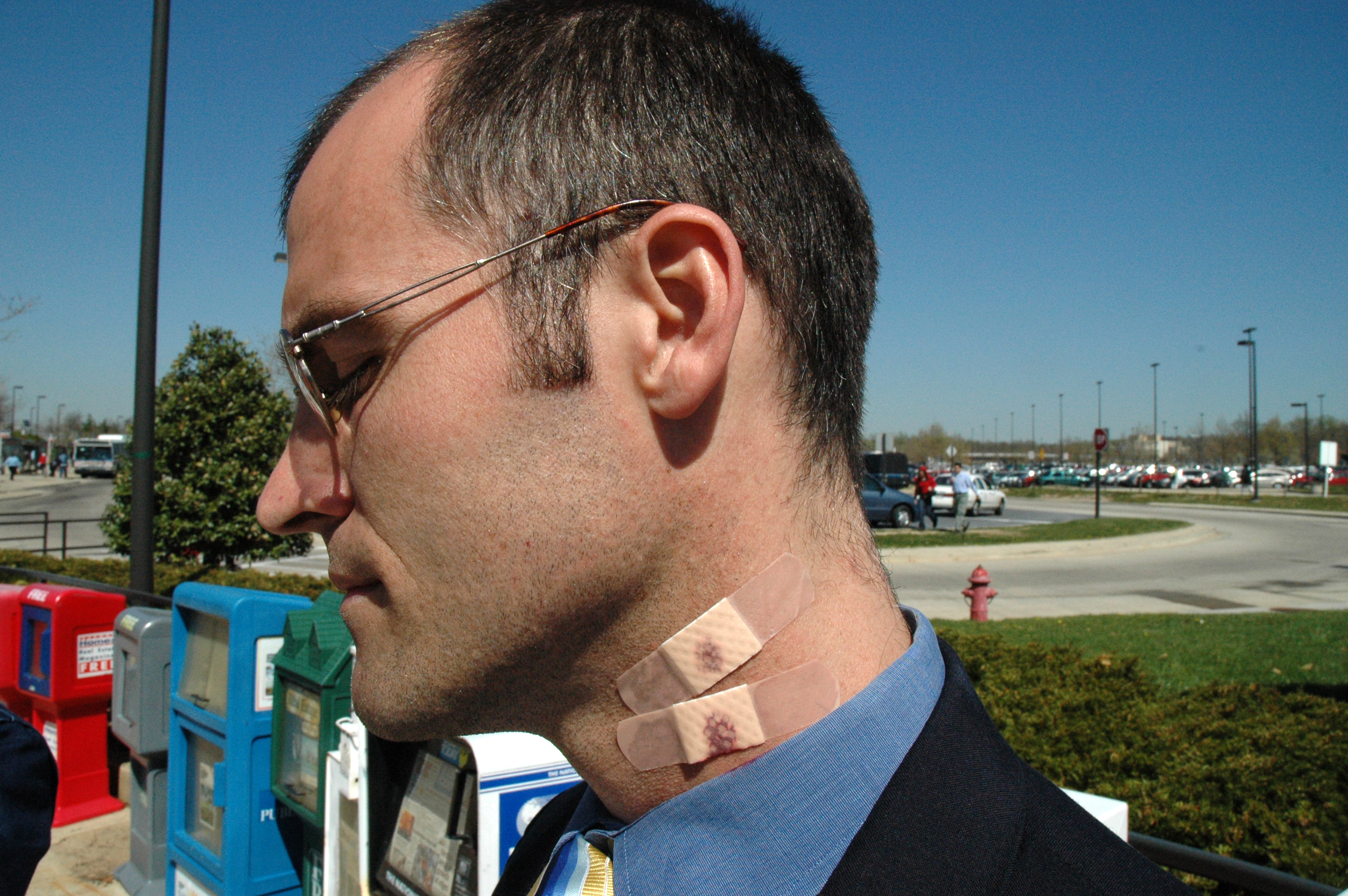
Member of the "Boston Direct Action Project" bitten by a vampire (fake wounds)